# Larn
Larn est un jeu vidéo appartenant à la famille des rogue-likes, paru en 1986.

## Système de jeu
Larn est le premier rogue-like a utiliser un monde de surface persistent en plus des donjons traditionnels de ce type de jeux : une ville. En plus d'héberger la résidence du joueur, la ville met à sa disposition une banque, un magasin, un comptoir, une école, un bureau des impôts et les entrées vers deux donjons (l'un des deux étant situé dans un volcan).
Le but de Larn est de traverser l'un des donjons en quête d'une potion permettant de soigner la sœur du personnage du joueur. Cette quête est limitée en temps. Le donjon principal possède dix niveaux ; le donjon secondaire, situé dans le volcan, en possède trois. Pour obtenir la potion, le joueur doit acquérir suffisamment d'expérience, de compétences et d'or.
La difficulté de Larn augmente à chaque fois que le jeu est battu, rendant les actions des joueurs plus difficiles. Chaque nouvelle partie demande également le paiement d'une taxe basée sur le montant d'argent que le joueur avait en sa possession la dernière fois qu'il a terminé le jeu.

## ULarn
En 1987, Phil Cordier modifie le code source de Larn afin de produire Ultra-Larn, ou ULarn. Cette variante introduit de véritables classes de personnage, des niveaux et des armes additionnels, etc.

## Versions
La première version de Larn est sortie en 1986 pour le système UNIX. Son développement a été stoppé en 1991 avec la version 12.3, mais sa nature open source a conduit d'autres développeurs à maintenir et améliorer le jeu. Le jeu a été porté sur différents systèmes d'exploitation, dont Solaris, AmigaOS, Atari TOS et Windows.
La version 1.6 d'Ularn est sortie en 2004.